# Naistevalla
Naistevalla – wieś w Estonii, prowincji Rapla, w gminie Märjamaa.